# Douaneregeling
Een douaneregeling is een specifieke regeling die een land voorschrijft voor goederen die de douane passeren al naargelang de goederen een andere douanebestemming hebben. De term economische douaneregeling heeft betrekking op douaneregelingen, waarbij goederen een economische meerwaarde krijgen. 
Zo kent België bijvoorbeeld tien douaneregelingen, aangeduid met de letters A tot J. 
In Nederland wordt van de Douaneregeling gesproken als één geheel. Voor de beide landen gaat het over concrete invullingen van één en hetzelfde Communautair Douanewetboek.

## De Belgische douaneregelingen
A : Uitvoer/verzending
B : Plaatsing onder de regeling douane-entrepot ter verkrijging van een bijzondere uitvoerrestitutie; vervaardiging van goederen onder douanetoezicht voorafgaand aan de uitvoer en uitvoerrestitutie
C : Wederuitvoer na plaatsing onder een bijzondere regeling, met uitzondering van de regeling douane-entrepot
D : Wederuitvoer na opslag in douane-entrepot
E : Passieve veredeling
F : (Communautair) douanevervoer
G : Douanestatus van Uniegoederen
H : In het vrije verkeer brengen
I : Plaatsing onder de regeling actieve veredeling of tijdelijke invoer
J : Opslag in douane-entrepot

## De Nederlandse Douaneregeling
De Douaneregeling (DR) is een op onder meer de Douanewet (Dw) gebaseerde ministeriële regeling waarin nadere regelgeving betreffende de douane is opgenomen.

### Wettelijke grondslag regelgeving
De in de Douaneregeling opgenomen bepalingen zijn gebaseerd op:
- Artikel 10 tot en met 23 van de bijlage bij het Protocol van 15 juni 1970 tot vaststelling van een Benelux-tarief van invoerrechten;
- Het Protocol betreffende goederen van oorsprong en van herkomst uit bepaalde landen onderworpen aan een bijzondere regeling bij invoer in een van de Lid-Staten, behorende bij het Verdrag tot oprichting van de Europese Economische Gemeenschap (Trb. 1957, 91);
- Titel II C van de Inleidende Bepalingen van de gecombineerde nomenclatuur die als bijlage I is gevoegd bij de verordening (EEG) nr. 2658/87 van 23 juli 1987 van de Raad van de Europese Gemeenschappen (PbEG L 256);
- De artikelen 3, 4, 6, 9, 14, 18, 25, 35, 53 en 58 van de Douanewet;
- De artikelen 4, 5, 7, 8, 10, 12, 14, 16, 17, 18, 22, 24, 25, 32, 34, 35, 44, 48, 49 en 50 van het Douanebesluit;
- De artikelen 22a, 22b, 22c, 88b en 88c van de Algemene wet inzake rijksbelastingen (AWR)
- Artikel 3 van de Invorderingswet 1990;
- Artikel 21 van de Wet op de omzetbelasting 1968;
- Artikel 69 van de Wet op de accijns; en
- Artikel 31 van de Wet op de verbruiksbelastingen van alcoholvrije dranken en van enkele andere producten;

### Wat wordt onder meer behandeld in de Douaneregeling
Regels over het binnenbrengen van goederen in de Gemeenschap, met name ter zake van over zee, respectievelijk door de lucht binnengebrachte goederen en de tijdelijke opslag van goederen.
Regelgeving over douanebestemmingen:
- de normale aangifteprocedure: douanekantoren, inhoud van de aangifte, aangifte middels automatische gegevensverwerking, controle van aangiften, het in het vrije verkeer brengen;
- de vereenvoudigde aangifteprocedures;
- de schorsingsregelingen en economische douaneregelingen: douanevervoer, douane-entrepots, actieve veredeling, tijdelijke invoer, behandeling onder douanetoezicht en passieve veredeling.

Regelgeving over het verlaten van het douanegebied van de Gemeenschap, vrije entrepots en vrije zones.
Nadere regels betreffende zogenaamde begunstigde verrichtingen, namelijk: 
- Vrijstelling van rechten bij invoer overeenkomstig verordening 918/83;
- Overige vrijstellingen van rechten bij invoer;
- Terugkerende goederen;
- Vrijstelling van omzetbelasting, accijnzen en verbruiksbelastingen van alcoholvrije dranken en van enkele andere producten.

Aanvullende regelgeving betreffende de douaneschuld, in het bijzonder: 
- De uitnodiging tot betaling;
- Terugbetaling of kwijtschelding van accijnzen, omzetbelasting en de verbruiksbelastingen van alcoholvrije dranken en van enkele andere producten.

Bijzondere regelingen inzake postzendingen. 
Algemene bepalingen inzake: 
- Inbeslagneming en inbewaringneming;
- Kosten ambtelijke werkzaamheden;
- Bijzondere bestemmingen;
- Douanewaarde;
- Tarieven particuliere zendingen en reizigersbagage;
- Preferentiële Invoerrechten Suriname.

Nadere strafrechtelijke bepalingen. 
Overigens bevat de Douaneregeling nog 33 bijlagen.